# 黎鳳
黎鳳（1465年—1527年），字乾兆，号楚蒙，江西臨江府新喻縣人，民籍，明朝政治人物。

## 生平
弘治五年（1492年）壬子科江西鄉試第四十九名舉人。弘治九年（1496年）中式丙辰科會試第五十七名，三甲第六名進士。初授行人司行人，十四年十月實授河南道监察御史，巡按应天，寻改督南畿学政。正德初，以考察罢归。
因黎凤世家新喻北蒙山下，学者称为楚蒙先生。所著有《蒙耕录》、《奏议》、《详刑》诸藁藏于家。

## 家族
曾祖黎敏才；祖父黎明啓；父黎紹魁，母劉氏。弟黎龍（1477—1549），正德三年进士。